# Alengarik
Alengarik (en inglés: Alengarik Islet) es una pequeña isla del Atolón Satowan, Estados Federados de Micronesia. Está ubicado en el municipio de Kuttu, estado de Chuuk, en la parte occidental del país, 500 km al oeste de Palikir.